# Персональный ординариат Уолсингемской Девы Марии

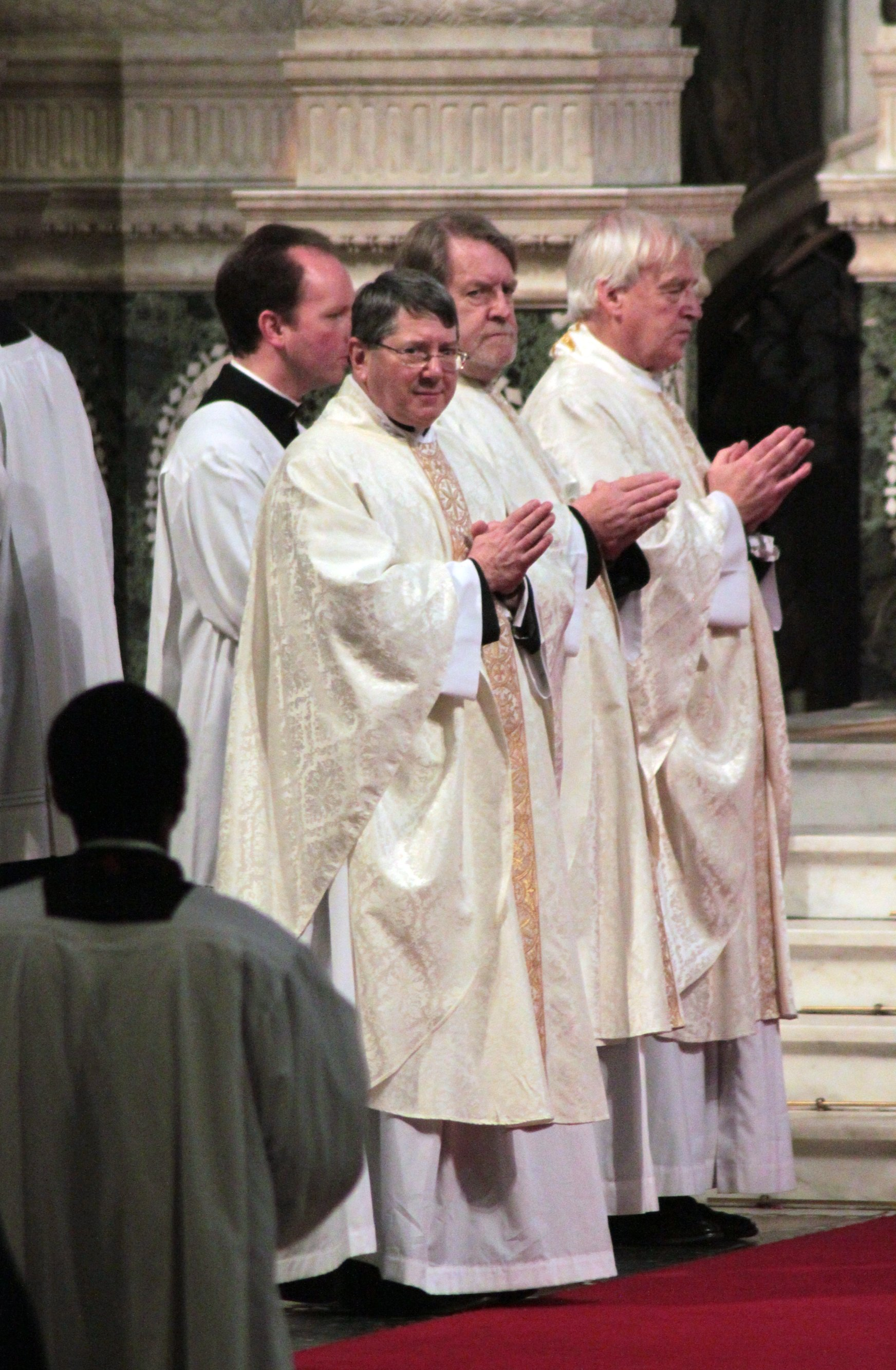
Введение в должность ординария Кита Ньютона, 15.01.2011 г.

Персональный ординариат Уолсингемской Девы Марии (лат. Ordinariatus Personalis Dominae Nostrae Valsinghamensis in Anglia et Cambria, англ. Personal Ordinariate of Our Lady of Walsingham in England and Wales) — персональный ординариат Римско-католической церкви. Данная католическая территориально-административная структура создана для бывших англикан, перешедших в католицизм. Персональный ординариат Уолсингемской Девы Марии, распространяя свою юрисдикцию на территорию Англии и Уэльса, подчиняется непосредственно Святому Престолу. Ординариат назван в честь Уолсингемской Девы Марии. Покровителем Персонального ординариата Уолсингемской Девы Марии является блаженный кардинал Джон Ньюмен.

## История
15 января 2011 года Конгрегация доктрины веры учредила персональный ординариат Уолсингемской Девы Марии, который был создан согласно изданной 4 ноября 2009 года апостольской конституции «Anglicanorum Coetibus». Согласно данному церковному документу статус персонального ординариата для бывших англикан, перешедших в католицизм, соответствует католическому диоцезу. Верующие персонального ординариата Уолсингемской Девы Марии имеют свою иерархию, сохраняют свой англиканский обряд и каноническую независимость от латинской иерархии.
Персональный ординариат Уолсингемской Девы Марии входит в Конференцию католических епископов Англии и Уэльса.
Персональный ординариат Уолсингемской Девы Марии был создан после того, как в начале января 2011 года в католицизм перешли три англиканских епископа и три монахини из англиканской Конгрегации Святой Маргариты Уолсингемской. В последующие месяцы в персональный ординариат из англиканства перешли несколько англиканских священников и около 900 англиканских верующих. Первым ординарием персонального ординариата Уолсингемской Девы Марии стал бывший англиканский священник Кит Ньютон, который был введён в должность 15 января 2011 года.
26 марта 2012 года к персональному ординариату Уолсингемской Девы Марии присоединился бывший англиканский епископ Роберт Мерцер. Вместе с ним перешли в католицизм ещё два священника и около 200 мирян — бывших англикан.

## Ординарии
- апостольский протонотарий монсеньор Кит Ньютон (15 января 2011 — 29 апреля 2024, в отставке);
- священник Дэвид Артур Уоллер (29 апреля 2024 — по настоящее время).

## Источник
- EREZIONE DI ORDINARIATO PERSONALE DI OUR LADY OF WALSINGHAM E NOMINA DEL PRIMO ORDINARIO (недоступная ссылка)  (итал.)